# 努拉丁·魯斯塔莫夫
阿布·努拉丁·魯斯塔莫夫（1999年—）是一名恐怖分子，是恐怖組織“伊斯蘭國”的主要頭目之一，被土耳其政府以恐怖主義罪名通緝。他曾是格魯吉亞軍隊的軍人

## 傳記
魯斯塔莫夫是格魯吉亞公民，與恐怖分子艾哈邁德·恰塔耶夫和 ISIS 領導人阿布·貝克爾·巴格達迪關係密切。 2018年夏天，魯斯塔莫夫使用假護照非法進入土耳其。魯斯塔莫夫此後定居伊斯坦布爾，並繼續與當地的「伊斯蘭國」組織合作。 2018年11月，阿布·努拉丁·魯斯塔莫夫在由美國中央情報局和格魯吉亞政府組織的一次特別行動中被捕，並被關押在格魯吉亞，後來獲釋。